# Magdalena Król
Magdalena Król z domu Ostrowska (ur. 22 maja 1981 w Płocku) – polska naukowiec, lekarz weterynarii, specjalistka onkologii eksperymentalnej, doktor habilitowana nauk weterynaryjnych, profesor zwyczajny, Kierownik Samodzielnej Pracowni Biologii Nowotworu w Instytucie Biologii w Szkole Głównej Gospodarstwa Wiejskiego w Warszawie. Założycielka i Członek Zarządu start-upu biotechnologicznego Cellis. Prowadzi badania w zakresie rozwoju innowacyjnej terapii komórkowej guzów litych.

## Życiorys
Ukończyła Liceum Ogólnokształcące im. Marszałka Stanisława Małachowskiego w Płocku.
Następnie w 2006 ukończyła z wyróżnieniem studia na Wydziale Medycyny Weterynaryjnej SGGW uzyskując tytuł zawodowy lekarza weterynarii.
W tym samym roku podjęła studia doktoranckie i zaczęła zdobywać kolejne awanse akademickie. Doktoryzowała się w 2009 na podstawie pracy pt. Transkryptomiczne profile komórek nowotworowych gruczołu sutkowego suki o różnym potencjale proliferacyjnym i antyapoptotycznym, przygotowanej pod kierunkiem Tomasza Motyla. Habilitowała się w 2014 na podstawie oceny dorobku naukowego i rozprawy pt. Molekularne interakcje zachodzące w obrębie mikrośrodowiska nowotworowego sutka suk. W roku 2017 była Profesorem Wizytującym na Uniwersytecie La Sapienza w Rzymie. W 2019 roku uzyskała tytuł profesora zwyczajnego i została Kierownikiem Samodzielnej Pracowni Biologii Nowotworu w Instytucie Biologii SGGW w Warszawie.
Jest pierwszą Polką, która znalazła się w ścisłym finale EU Prize for Women Innovator (2020).
Zdobyła dwa prestiżowe granty Europejskiej Rady ds. Badań Naukowych (ERC) – Starting Grant (2016) oraz Proof of Concept (2020).
Od 2020 jest członkiem Komitetu Polityki Naukowej w Ministerstwie Edukacji i Nauki (wcześniej Ministerstwie Nauki i Szkolnictwa Wyższego).
Jest członkiem Polskiej Akademii Nauk Komitetu Biotechnologii oraz American Association of Cancer Research (od 2013 roku) i European Association for Cancer Research (od 2009 roku).
Odbyła wiele staży naukowych w USA (Uniwersytet Stanforda, CA; Albert Einstein College of Medicine of Yeshiva University, NY), Kanadzie (University of British Colombia), Włoszech (Sapienza University of Rome), Holandii (Netherlands Cancer Institute, Amsterdam; Utrecht University) i Szwecji (Swedish University of Agricultural Sciences).
Swoje prace publikowała w prestiżowych czasopismach, np. Journal of ImmunoTherapy of Cancer lub Coordination Chemistry Reviews, Chemistry - A European Journal czy BMC Cancer.
Należy do komitetu sterującego Europejskiego Programu Współpracy w Dziedzinie Badań Naukowo-Technicznych (COST). W latach 2015–2019 była Koordynatorem Zintegrowanej Szkoły Doktoranckiej KNOW (Krajowy Naukowy Ośrodek Wiodący) oraz Członkiem Rady Programowej na SGGW w Warszawie.

## Nagrody i wyróżnienia
- 2020 Finalistka EU Prize for Women Innovator (2020)[10]
- 2020 Kryształowa Brukselka – Nagroda Indywidualna[19]
- 2020 Nominowana w plebiscycie Płocczanin Roku[20]
- 2017 Projekt Magdaleny Król wyróżniony przez ERC i umieszczony w opracowaniu „10 years - 10 portraits”[21]
- 2017 Człowiek Roku Gazety Wyborczej w kategorii Nauka[22]
- 2014 Ambasador Nauki w kampanii MNiSW „Zawód naukowiec”[23]
- 2014 Zwyciężczyni plebiscytu „Polacy z werwą” w kategorii nauka (2014)[24][25]
- 2013 Laureatka nagrody naukowej tygodnika „Polityka" (2013)[5]
- 2013 Laureatka Stypendium habilitacyjnego L’Oreal oraz Unesco dla kobiet nauki[6]
- 2012 Stypendium MNiSW dla wybitnych młodych naukowców
- 2012 Young Investigator Scholarship in Veterinary Medicine ufundowane przez Pfizer Animal Health
- 2012 Stypednium START Fundacji na rzecz Nauki Polskiej
- 2011 Stypednium START Fundacji na rzecz Nauki Polskiej

## Życie osobiste
Jest córką pisarza Jacka Ostrowskiego. Ma jedną córkę Agatę.